# Nabilah Naggayi Sempala
Nabilah Naggayi Sempala là một chính trị gia người Uganda. Bà là Thành viên Quốc hội đương nhiệm đại diện cho Phụ nữ Quốc hội thành phố Kampala trong Quốc hội Uganda lần thứ 10 (2016 đến 2021).

## Bối cảnh và giáo dục
Nabilah Naggayi được sinh ra ở Uganda vào khoảng năm 1971.

## Nghề nghiệp
Naggayi bắt đầu sự nghiệp chính trị của mình với tư cách là Ủy viên Hội đồng Chính quyền địa phương quận Wakiso năm 2001, phục vụ trong khả năng đó cho đến năm 2005. Bà cùng với những người khác, bao gồm Muhammad Nsereko, thành viên đương nhiệm của Nghị viện Trung ương vùng Kampala, đã thành lập Đảng Dân chủ Xã hội (SDP). Bà tích cực vận động cho việc mở lại không gian chính trị cho nền dân chủ đa đảng trong cuộc trưng cầu dân ý năm 2005. Mãi đến khi diễn ra cuộc tổng tuyển cử năm 2006, bà mới chính thức gia nhập đảng chính trị của Diễn đàn Thay đổi Dân chủ (FDC).
Vào năm 2006, ở tuổi 35, bà đã thay vị trí của Margaret Nantongo Zziwa của đảng chính trị Phong trào Kháng chiến Quốc gia (NRM), để chiếm ghế của Đại diện Phụ nữ tại Kampala trong Quốc hội khóa 8 Uganda (2006 đến 2011).
Trong cuộc bầu cử quốc hội năm 2011, bà đã nhận được 222.724 phiếu bầu so với 164.378 phiếu bầu của đối thủ thách đấu gần nhất Margaret Zziwa của NRM nhận được. Trong năm 2013, một nhóm luật sư đã kiện cô, Tổng chưởng lý của Uganda và Ủy ban bầu cử của Uganda, về mặt kỹ thuật, vì Chính phủ trung ương của Uganda đã tiếp quản Kampala ngày 28 tháng 12 năm 2010, và thành phố đã ngừng việc được coi là một huyện.
Năm 2016, Naggayi đối đầu với năm ứng cử viên khác, bao gồm Bộ trưởng Bộ Thanh niên và Thanh niên đương nhiệm, Florence Nakiwala Kiyingi. Tuy nhiên Naggayi đã thắng một cách dễ dàng. Trong cuộc tranh luận để loại bỏ giới hạn tuổi tổng thống khỏi Hiến pháp Uganda, Naggayi là một trong những thành viên phe đối lập của quốc hội đã bị lực lượng an ninh buộc rời khỏi Nghị viện, vào ngày 27 tháng 9 năm 2017, mặc dù bà không bị Chủ tịch đình chỉ cương vị.